# NGC 2662
NGC 2662 è una piccola galassia ellittica situata nella costellazione dell'Idra, a una distanza di circa 205 milioni di anni luce dalla nostra Via Lattea.

## Scoperta
La galassia è stata scoperta il 16 marzo 1836 dall'astronomo britannico John Herschel.